# Liceul Tehnologic de Construcții și Protecția Mediului
Liceul Tehnologic de Construcții și Protecția Mediului, Arad este un liceu cu profil tehnologic din municipiul Arad, situat în cartierul Șega, înființat în 2000. Oferă școlarizare pe profilurile de resurse naturale și protecția mediului cât și pe domeniul construcțiilor.

## Istoric
Înființat în 1974, Liceul de Construcții Nr. 2 devine în anul 1980, Liceul Industrial Nr. 7. Denumirea liceului este schimbată în anul 1992 în Grup Școlar Industrial Nr. 7, iar în anul 1995 în Grup Școlar Industrial Construcții Montaj.
Un pas foarte important în dezvoltarea școlii îl constituie fuziunea dintre Grupul Școlar Industrial Construcții Montaj cu Grupul Școlar de Gospodărire a Apelor.
Grupul Școlar de Gospodărire a Apelor a fost Școala tehnică de hidrotehnică și meteorologie înființată în anul 1962 care a funcționat cu această titulatură doar trei ani, în anul 1965 primește numele de Liceul de Îmbunătățiri Funciare și Gospodărirea Apelor, nume care a fost schimbat în anul 1977 în Liceul Industrial Nr. 8. În anul 1995 Liceul Industrial Nr. 8 este redenumit, pentru ultima oară, (Grup Școlar de Gospodărire a Apelor).
În anul 1997 se formează Grupul Școlar Industrial de Construcții, Ape și Protecția Mediului Arad odată cu fuziunea celor două școli, iar în anul 1998 ca urmare a încetării activității Combinatului Chimic Arad - Vladimirescu, clasele din cadrul Liceului Industrial „Tudor Vladimirescu” sunt adăugate Grupului Școlar Industrial de Construcții, Ape și Protecția Mediului.
În anul 2000 în urma evaluărilor făcute de către Ministerul Educației, Cercetării și Tineretului prin intermediul Inspectoratului Școlar Arad școala este redenumită în Colegiu Tehnic de Construcții și Protecția Mediului, Arad.

## Proiecte
- PHARE -1995-1999 - Reform Programme of the Secondary-Level Technical Training System
- PHARE -1996 - Training Measures for Curricula Development - Dublin, Ireland
- Leonardo da VINCI - ANTIPA I - 1999-2000 - Chemical and biochemical analysis of Environmental Factors (Water, air, soil)' - Jyväskylä, Suomi
- AVANTI I - 1999-2000 - CTCPM & Jyväskylän Ammatiopisto, Tekninen Oppilaitos - Arad, România
- TTQM - 2000 - Technology transfer in Quality Management
- TIQ - 2001-2002 - Training in Quality - Jyväskylän Ammatiopisto, Tekninen Oppilaitos - Arad, România
- TIQ - 2001-2002 - Training in Quality - Poorvo Ammatioppilaitos - Arad, România
- TIQ II - 2002-2003
- Leonardo da VINCI - ANTIPA II - 2000-2002 Jyväskylän Ammatiopisto, Tekninen Oppilaitos - Jyväskylä, Suomi
- COMENIUS - 2002 - Instituto Technico Comerciale "Rafaele Pucci" Salerno, Italia
- COMENIUS 1.1 - 2002-2006 - "United and still unique"
- Leonardo da VINCI - ANTIPA III - 2002-2003 Jyväskylän Ammatiopisto, Tekninen Oppilaitos - Jyväskylä, Suomi
- Leonardo da VINCI - ANTIPA IV - 2003-2004 Jyväskylän Ammatiopisto, Tekninen Oppilaitos - Jyväskylä, Suomi
- Leonardo da VINCI - ANTIPA V - 2004-2005 Jyväskylän Ammatiopisto, Tekninen Oppilaitos - Jyväskylä, Suomi
- Leonardo da VINCI - ANTIPA VI - 2005-2006 Jyväskylän Ammatiopisto, Tekninen Oppilaitos - Jyväskylä, Suomi
- Leonardo da VINCI - ANTIPA VII - 2006-2007 Jyväskylän Ammatiopisto, Tekninen Oppilaitos - Jyväskylä, Suomi
- Leonardo da VINCI România - Franța - 2007
- Erasmus 2016-RO01-KA102-024202 - Modele de formare profesionala duala - COLEG CAMBRIA Anglia

- Erasmus +  2017-1-RO01-KA102-036254 - “Constructori pregatiti la  standarde europene” - Barcelos, Portugal

- Erasmus + 2018-1-RO01-KA102-048481 - “Competente pentru o dezvoltare durabila,dezvoltate in mediu intercultural”- Granada, Spain, Barcelos, Portugal
- Acreditare Erasmus pentru Mobilitati Erasmus + in domeniul Formare Profesionala VET, nr. 2020-1-RO01-KA120-VET-095676
- Erasmus+ nr. 2021-1-RO01-KA121-VET-000021323 - Granada, Spain
- Proiectului transfrontalier România-Ungaria, Initiativă Comună pentru Ocuparea Forței de Muncă, acronim JEDI, Szeged, Ungaria.
- Erasmus + nr. 2022-1-RO01-KA121-VET-000059996 - Phaphos, Cipru

- Site oficial